# Marco Celio
Marco Celio (c. Marzo del 45 a. C. - c. Septiembre del 9 d. C.) fue el centurión más antiguo (Primus pilus) de la XVIII Legión Romana que murió en la Batalla del Bosque de Teutoburgo. Se le conoce por su cenotafio, que fue descubierto en 1620 en Birten (ahora parte de Xanten), Alemania. Celio está representado con uniforme militar, con phalerae (un tipo de condecoración militar), armillae (un tipo de brazalete) y una corona civil (un premio por salvar la vida de un conciudadano), mientras que en su mano derecha sostiene un vitis (que llevan todos los centuriones). A ambos lados de su imagen están sus libertos, Privatus y Thiaminus.
La esquina inferior izquierda de la lápida está dañada, pero se conserva lo suficiente para determinar que el texto bajo la imagen se leía en otro tiempo:

M[ARCO] CAELIO T[ITI] F[ILIO] LEM[ONIA TRIBV] BON[ONIA]

P[RIMVS] O[RDO] LEG[IONIS] XIIX ANN[ORVM] LIII S[EMISSIS]
[CE]CIDIT BELLO VARIANO OSSA
[HVC] INFERRE LICEBIT P[UBLIVS] CAELIVS T[ITI] F[ILIVS]

LEM[ONIAN TRIBV] FRATER FECIT

Traducción:

A Marco Caelio, hijo de Tito, del distrito Lemoniano, de Bolonia,

primer centurión de la decimoctava legión. 53 años y medio de edad.
Cayó en la guerra de Variano.
Los huesos de su liberto pueden estar enterrados aquí. Publio Caelio, hijo de Tito,

del distrito de Lemonian, su hermano, erigió (este monumento).

La lápida se encuentra hoy en el Rheinisches Landesmuseum de Bonn.